# Burelles
Burelles är en kommun i departementet Aisne i regionen Hauts-de-France i norra Frankrike. Kommunen ligger  i kantonen Vervins som ligger i arrondissementet Vervins. År 2022 hade Burelles 123 invånare.

## Befolkningsutveckling
Antalet invånare i kommunen Burelles
Referens: INSEE